# Пристань (Охтирський район)
При́стань —  село в Україні, Охтирській громаді Охтирського району Сумської області. Населення становить 7 осіб. Орган місцевого самоврядування — Охтирська міська рада.

## Географія
Село Пристань знаходиться на лівому березі річки Ворскла, вище за течією на відстані 2 км розташоване село Козятин. Річка в цьому місці звивиста, утворює лимани, стариці і заболочені озера. До села примикає великий лісовий масив (сосна).

## Населення

### Мова
Розподіл населення за рідною мовою за даними перепису 2001 року:
| Мова       | Кількість | Відсоток |
| ---------- | --------- | -------- |
| українська | 5         | 71.43%   |
| російська  | 2         | 28.57%   |
| Усього     | 7         | 100%     |